# Ilieni
Ilieni es una comuna ubicada en el distrito de Covasna, Rumania.

## Superficie
Posee una superficie de 54,38 kilómetros cuadrados.

## Demografía
Hasta 2021 la población era de 2181 habitantes, con una densidad de población de 40,11 habitantes por kilómetro cuadrado.